# Акбаба, Эмре
Эмре Акбаба (тур. и фр. Emre Akbaba; род. 4 октября 1992 года, Монфермей, Франция) — турецкий футболист, полузащитник клуба «Эюпспор» и сборную Турции.

## Клубная карьера
Родившийся во Франции Эмре Акбаба начинал свою карьеру футболиста в клубе турецкой Третьей лиги «Кахраманмараш ББ». В 2013 году его подписал клуб Суперлиги «Антальяспор», который сразу же отдал молодого игрока в аренду команде Второй лиги «Аланьяспор». В сезоне 2013/14 Акбаба забил 15 мячей в 32 матчах чемпионата.
Летом 2015 года Акбаба вернулся из аренды в «Антальяспор», а 15 августа того же года он дебютировал в главной турецкой лиге, выйдя на замену в самом конце гостевого поединка против «Истанбул Башакшехир».
В начале 2016 года Акбаба вновь на правах аренды перешёл в «Аланьяспор». 27 мая в финале плей-офф против «Адана Демирспор», он сравнял счёт в матче и реализовал свой удар в серии пенальти и помог клубу впервые выйти в высший турецкий дивизион. 20 августа в гостевом матче с «Бешикташем» Акбаба забил свой первый гол в Суперлиге.